# Tell Me Why (chanson de Taylor Swift)
Pour les articles homonymes, voir Tell Me Why.
Tell Me Why est le quatrième single de la chanteuse de musique country Taylor Swift issu de son album Fearless.